# Jonathan Gibson
Jonathan Gibson (ur. 8 listopada 1987 w West Covina) – amerykański koszykarz  występujący na pozycji rozgrywającego, obecnie zawodnik Beijing Ducks.
27 grudnia 2016 został zwolniony przez Dallas Mavericks.
W przegranym 135-141 spotkaniu z drużyną Henan zanotował 56 punktów, 8 zbiórek i 6 asyst, zapewniając sobie tytuł zawodnik tygodnia chińskiej ligi NBL 25 lipca 2017 (II klasa rozgrywkowa w Chinach).
5 kwietnia 2018 podpisał umowę z Boston Celtics do końca sezonu zasadniczego.
11 września 2018 dołączył do chińskiego Qingdao Eagles. 9 kwietnia 2019 zawarł kontrakt do końca sezonu z Boston Celtics. 30 września 2020 został zawodnikiem Beijing Ducks.

## Osiągnięcia
Stan na 15 lutego 2023, na podstawie, o ile nie zaznaczono inaczej.
NCAA
- Uczestnik turnieju NCAA (2007, 2010)
- Mistrz:
  - turnieju konferencji Western Athletic (WAC – 2007, 2010)
  - sezonu regularnego WAC (2008)
- Zaliczony do II składu WAC (2010)

Drużynowe
- Mistrz
  - Iranu  (2014)
  - II ligi włoskiej (2012)

Indywidualne
- Lider strzelców:
  - chińskiej ligi CBA (2014, 2016)
  - ligi tureckiej (2012)
- Uczestnik meczu gwiazd ligi:
  - włoskiej (2013)
  - tureckiej (2012)
- Zwycięzca konkursu rzutów za 3 punkty ligi tureckiej (2012)